# Crna Trava
Crna Trava (serbisch-kyrillisch Црна Трава) ist ein kleines Dorf mit etwa 563 Einwohnern und Verwaltungssitz der Opština Crna Trava im Südwesten Serbiens nur wenige Kilometer von der bulgarischen Grenze entfernt. Der Name des Dorfes bedeutet übersetzt „schwarzes Gras“.

## Geografie
Crna Trava ist ein Bergdorf mit auf einer Höhe von etwa 1000 Metern über dem Meeresspiegel. Es liegt im Tal der Vlasina etwa zehn Kilometer nördlich der Staumauer des Vlasinasees. Das Dorf ist umgeben von den zum Balkangebirge gehörenden Bergzügen Čemernik im Westen, Gramada im Osten und Ostrozub im Norden, jeweils mit Gipfelhöhen von etwa 1700 m. i. J..